# 88-й истребительный авиационный полк
88-й истребительный авиационный Новороссийский полк (88-й иап) — воинская часть Военно-Воздушных сил (ВВС) Вооружённых Сил РККА, принимавшая участие в боевых действиях Великой Отечественной войны.

## Наименования полка
- 88-й истребительный авиационный полк;
- 88-й истребительный авиационный Новороссийский полк;
- 159-й гвардейский истребительный авиационный Новороссийский полк;
- 159-й гвардейский истребительный авиационный Новороссийский Краснознамённый полк;
- 159-й гвардейский истребительный авиационный Новороссийский Краснознамённый ордена Суворова полк;
- Полевая почта 40431.

## Создание полка
В западной Европе шла вторая мировая война. В условиях надвигающейся опасности в СССР проходило формирование новых авиационных частей.
88-й истребительный авиационный полк сформирован 13 апреля 1940 года в Киевском Особом военном округе в Виннице на основе 6-й отдельной истребительной авиаэскадрильи. Состав полка - 4 эскадрильи, 64 лётных экипажа. 58 самолётов И-16 и УТИ-4. 
В сентябре 1939 года личный состав 6-й авиаэскадрильи участвовал в освобождении Западной Украины. В марте 1940 года её перебазировали с полевого аэродрома близ Житомира на грунтовую площадку неподалёку от Винницы, где и началось формирование 88-го иап. Командир эскадрильи капитан Федосеев М. А. и его заместитель капитан Халутин А. И. на первых порах приняли руководство созданным полком.

## Переименование полка
88-й Новороссийский истребительный авиационный полк 14 апреля 1944 года за образцовое выполнение боевых задач и проявленные при этом мужество и героизм на основании Приказа НКО СССР преобразован в 159-й гвардейский истребительный авиационный Новороссийский полк.

## В действующей армии
В составе действующей армии:
- с 22 июня 1941 года по 20 декабря 1942 года
- с 22 мая 1943 года по 14 апреля 1944 года

## Командиры полка
- капитан Федосеев Михаил Андреевич[1], март — апрель 1940
- майор Булгаков Митрофан Андреевич[1][4], апрель 1940 — 15.05.1941
- майор, подполковник Маркелов Андрей Гаврилович[5], 16.05.1941 — 08.08.1943
- майор, подполковник Максименко Василий Иванович[5], 09.08.1943 — 31.12.1945

## В составе соединений и объединений
| Период        | Фронт (округ)                             | армия                        | дивизия (корпус)                              | примечание                                      |
| ------------- | ----------------------------------------- | ---------------------------- | --------------------------------------------- | ----------------------------------------------- |
| 13.04.1940 г. | Киевский особый военный округ             | ВВС округа                   | 38-я истребительная авиационная бригада       | И-16                                            |
| 28.06.1940 г. | Южный фронт                               | ВВС 5-й армии                | 38-я истребительная авиационная бригада       | Бессарабия, И-16                                |
| 09.07.1940 г. | Киевский особый военный округ             | ВВС округа                   | 38-я истребительная авиационная бригада       | И-16                                            |
| 25.07.1940 г. | Киевский особый военный округ             | ВВС округа                   | 44-я истребительная авиационная дивизия       | И-16                                            |
| 22.06.1941 г. | Юго-Западный фронт                        | ВВС фронта                   | 64-я авиационная дивизия                      | И-16                                            |
| 30.06.1941 г. | Южный фронт                               | ВВС фронта                   | 44-я истребительная авиационная дивизия       | И-16                                            |
| 15.07.1941 г. | Юго-Западный фронт                        | ВВС 12-й армии ВВС 6-й армии | 44-я истребительная авиационная дивизия       | И-16                                            |
| 31.07.1941 г. | Южный фронт                               | ВВС фронта                   | 44-я истребительная авиационная дивизия       | И-16                                            |
| 09.08.1941 г. | Южный фронт                               | ВВС 26-й армии               | 44-я истребительная авиационная дивизия       | И-16                                            |
| 17.08.1941 г. | Южный фронт                               | ВВС фронта                   | 44-я истребительная авиационная дивизия       | И-16                                            |
| 27.08.1941 г. | Южный фронт                               | ВВС 6-й армии                | 44-я истребительная авиационная дивизия       | И-16                                            |
| 01.09.1941 г. | Южный фронт                               | ВВС фронта                   | 20-я смешанная авиационная дивизия            | И-16                                            |
| 07.03.1942 г. | Южный фронт                               | ВВС 56-й армии               |                                               | И-16                                            |
| 01.04.1942 г. | Южный фронт                               | ВВС 18-й армии               |                                               | И-16                                            |
| 01.05.1942 г. | Южный фронт                               | ВВС 12-й армии               |                                               | И-16                                            |
| 22.05.1942 г. | Южный фронт                               | 4-я воздушная армия          | 216-я истребительная авиационная дивизия      | И-16                                            |
| 14.08.1942 г. | Закавказский фронт, Северная группа войск | 4-я воздушная армия          | 216-я истребительная авиационная дивизия      | И-16                                            |
| 21.12.1942 г. | Закавказский фронт                        | ВВС фронта                   | 26-й запасной истребительный авиационный полк | ЛаГГ-3                                          |
| 22.05.1943 г. | Северо-Кавказский фронт                   | 4-я воздушная армия          | 229-я истребительная авиационная дивизия      | ЛаГГ-3                                          |
| 09.09.1943 г. | Приморская армия                          | 4-я воздушная армия          | 229-я истребительная авиационная дивизия      | ЛаГГ-3                                          |
| 16.09.1943 г. | Приморская армия                          | 4-я воздушная армия          | 229-я истребительная авиационная дивизия      | Присвоено наименование "Новороссийский", ЛаГГ-3 |
| 14.04.1944 г. | Приморская армия                          | 4-я воздушная армия          | 229-я истребительная авиационная дивизия      | Переименован в 159-й гвардейский ианп           |

## Участие в сражениях и битвах
- Присоединение Бессарабии и Северной Буковины к СССР — с 28 июня 1940 года по 09 июля 1940 года
- Великая Отечественная война (1941—1944):
  - Приграничные сражения
    - Каменец-Подольская, Проскуровская, Уманская операции — с 22 июня 1941 года по 29 июля 1941 года.

  - Киевская операция
    - Каневская операция — с 29 июля 1941 года по 17 августа 1941 года.

  - Днепропетровская операция — с 17 августа 1941 года по 30 августа 1941 года.
  - Каховская операция — с 01 сентября 1941 года по 17 сентября 1941 года.
  - Донбасско-Ростовская оборонительная операция
    - Мелитопольская операция — с 17 сентября 1941 года по 04 октября 1941 года.

  - Ростовская наступательная операция (1941) — с 12 ноября 1941 года по 2 декабря 1941 года.
  - Таганрогская операция — с 02 декабря 1941 года по 01 января 1942 года.
  - Макеевская операция — с 01 января 1942 года по 01 марта 1942 года.
  - Барвенково-Лозовская операция — 1-я аэ с 01 марта 1942 года по 03 апреля 1942 года.
  - Таганрогское направление — 2-я аэ с 06 марта 1942 года по 24 апреля 1942 года.
  - Макеевское направление — с 24 апреля 1942 года по 17 мая 1942 года.
  - Харьковская операция — с 17 мая 1942 года по 30 мая 1942 года.
  - Воронежско-Ворошиловградская операция — с 30 мая 1942 года по 07 июля 1942 года.
  - Донбасская операция — с 07 июля 1942 года по 24 июля 1942 года.
  - Битва за Кавказ — с 25 июля 1942 года по 12 ноября 1942 года.
    - Армавиро-Майкопская операция — с 6 августа 1942 года по 17 августа 1942 года.
    - Моздок-Малгобекская операция — с 1 сентября 1942 года по 28 сентября 1942 года.
    - Нальчикско-Орджоникидзевская операция — с 25 октября 1942 года по 12 ноября 1942 года.

  - Воздушные сражения на Кубани — с  22 мая 1943 года по июль 1943 года.
  - Новороссийская операция — с 9 сентября 1943 года по 16 сентября 1943 года.
  - Керченско-Эльтигенская десантная операция — с 31 октября 1943 года по 11 декабря 1943 года.
  - Крымская наступательная операция — с 08 апреля 1944 года по 12 мая 1944 года.

## Первая победа полка
Первая известная воздушная победа полка в Великой Отечественной войне одержана 23 июня 1941 года: командир звена младший лейтенант Князев В. А. в воздушном бою в р-не г. Жмеринка сбил немецкий бомбардировщик Ju-88.

## Почётные наименования
88-му истребительному авиационному полку 16 сентября 1943 года за образцовое выполнение заданий командования в боях с немецкими захватчиками по освобождению города Новороссийск и проявленные при этом мужество и доблесть приказом ВГК присвоено почётное наименование «Новороссийский».
16 сентября делегация Черноморского флота посетила аэродром базирования 88-го иап в г. Геленджик. В знак признательности за поддержку с воздуха моряки на каждый самолёт полка нанесли военно-морскую эмблему. Руль поворота на самолётах ЛаГГ-3 был покрашен голубым (зелёным) цветом, а посередине был нарисован чёрный (синий) якорь с цепью и спасательным кругом.

## Благодарности Верховного Главнокомандования
Верховным Главнокомандующим объявлены благодарности:
- за освобождение Таманского полуострова[11]

## Отличившиеся воины полка
- Максименко Василий Иванович, командир эскадрильи 88-го истребительного авиационного полка 216-й истребительной авиационной дивизии 4-й воздушной армии Закавказского фронта, старший лейтенант, 23 ноября 1942 года Указом Президиума Верховного Совета СССР удостоен звания Герой Советского Союза. Золотая Звезда № 741.
- Колесник Василий Артёмович, командир эскадрильи 88-го истребительного авиационного полка 216-й истребительной авиационной дивизии 4-й воздушной армии Северо-Кавказского фронта, капитан, Указом Президиума Верховного Совета СССР удостоен звания Герой Советского Союза. Золотая Звезда № 1150.
- Середа Пётр Сельверстович, капитан, командир эскадрильи 88-го истребительного авиационного полка 216-й истребительной авиационной дивизии 4-й воздушной армии удостоен звания Герой Советского Союза. Золотая Звезда № 821.
- Карданов Кубати Локманович, капитан, заместитель командира эскадрильи 88-го истребительного авиационного полка 229-й истребительной авиационной дивизии 4-й воздушной армии Указом Президиума Верховного Совета СССР 24 августа 1943 года удостоен звания Герой Советского Союза. Золотая Звезда № 1147.
- Князев Василий Александрович, старший лейтенант, командир эскадрильи 88-го истребительного авиационного полка 229-й истребительной авиационной дивизии 4-й воздушной армии Указом Президиума Верховного Совета СССР от 24 августа 1943 года удостоен звания Герой Советского Союза. Золотая Звезда № 1146.
- Постнов Алексей Алексеевич, старший лейтенант, командир эскадрильи 88-го истребительного авиационного полка 229-й истребительной авиационной дивизии 4-й воздушной армии Указом Президиума Верховного Совета СССР 24 августа 1943 года удостоен звания Герой Советского Союза. Золотая Звезда № 1153.
- Семенюк Иван Иванович, командир звена 88-го истребительного авиационного полка, Указом Президиума Верховного Совета СССР 1 июля 1944 года удостоен звания Герой Советского Союза будучи командиром эскадрильи 40-го гвардейского истребительного авиационного полка 8-й гвардейской истребительной авиационной дивизии 5-го истребительного авиационного корпуса 2-й воздушной армии. Золотая Звезда № 2381.
- Собина Василий Васильевич, лейтенант, командир эскадрильи 88-го истребительного авиационного полка 229-й истребительной авиационной дивизии 4-й воздушной армии Указом Президиума Верховного Совета СССР 19 августа 1944 года удостоен звания Герой Советского Союза. Посмертно. Навечно зачислен в списки полка.
- Лукин Афанасий Петрович, капитан, командир эскадрильи 159-го гвардейского истребительного авиационного полка 229-й истребительной авиационной дивизии 4-й воздушной армии Указом Президиума Верховного Совета СССР 26 октября 1944 года удостоен звания Герой Советского Союза. Золотая Звезда № 4484.
- Пылаев Евгений Алексеевич, капитан, помощник по воздушно-стрелковой службе командира 159-го гвардейского истребительного авиационного полка 229-й истребительной авиационной дивизии 4-й воздушной армии Указом Президиума Верховного Совета СССР 26 октября 1944 года удостоен звания Герой Советского Союза. Золотая Звезда № 4844.

## Статистика боевых действий
Всего за годы Великой Отечественной войны полком:
| Выполнено боевых вылетов | Сбито самолётов в воздухе за 1941—1943 гг. | Уничтожено самолётов всего за 1941—1943 гг. |
| ------------------------ | ------------------------------------------ | ------------------------------------------- |
| 13741                    | 186                                        | 214                                         |

Свои потери:
| Потеряно самолётов, всего | Погибло лётчиков всего |
| ------------------------- | ---------------------- |
| 134                       | 60                     |

## Самолёты на вооружении
| Период                   | Самолёты |
| ------------------------ | -------- |
| 13.04.1940 — ноябрь 1942 | И-16     |
| ноябрь 1942 — 14.04.1944 | ЛаГГ-3   |

## Именные самолёты
6 апреля 1944 г. на аэродроме авиазавода в Тбилиси командиру 88 иап Герою Советского Союза подполковнику Максименко В. И. в торжественной обстановке был вручён самолёт ЛаГГ-3 с дарственной надписью на фюзеляже: «Герою Советского Союза Максименко В. И. от земляка рабочего завода «Главармалит» Гончаренко М. М.». 
Рабочий завода «Главармалит» Харцызского района Сталинской (ныне Донецкой) области Гончаренко Михаил Михайлович внёс 100 000 рублей из своих личных сбережений на постройку эскадрильи самолётов «Освобождённый Донбасс». И обратился к Верховному Главнокомандующему Маршалу Советского Союза товарищу И. В. Сталину с просьбой передать купленный самолёт его земляку, уроженцу Харцызска, командиру лётной части Герою Советского Союза товарищу Максименко В. И.
Письмо с просьбой рабочего Гончаренко М. М. было опубликовано в газете "Правда" в феврале 1944 года. В газете "Красная Звезда" № 40 (5720) от 17 февраля 1944 г. было опубликовано письмо коллектива учителей и учащихся школы № 1 города Харцызск, которые внесли 100 000 рублей на постройку эскадрильи самолётов «Освобождённый Донбасс», с просьбой назвать именем Сталина приобретённый самолёт и передать истребитель в лётную часть, где служит их земляк Герой Советского Союза Максименко В. И. Опубликован и ответ: желание будет исполнено. И. Сталин.

## Базирование полка
Известные аэродромы:
| Период                   | Аэродром |
| ------------------------ | --- |
| 03.1940 — 16.05.1940     | Грунтовый аэродром неподалёку от г. Винница |
| 17.05.1940 — 16.06.1940  | Летний лагерный аэродром с. Бухоники (ныне Бохоники), Винницкая область                                                                              |
| 17.06.1940 — июль 1940   | Полевой аэродром в Каменец-Подольской (ныне Хмельницкой) области, вблизи государственной границы с Румынией                                          |
| июль 1940 — 23.06.1941   | с. Бухоники (ныне Бохоники), Винницкая область |
| 23—24.06.1941            | с. Кочубеев и с. Пудловцы, Хмельницкая область |
| 24—25.06.1941            | с. Бродык и с. Шатава, Хмельницкая область |
| 25—29.06.1941            | с. Бухоники (ныне Бохоники), Винницкая область |
| 29.06—01.07.1941         | с. Бухоники (ныне Бохоники), с. Счастливая, п. Сутиски, Винницкая область                                                                            |
| 01—02.07.1941            | с. Бухоники (ныне Бохоники), с. Счастливая, Винницкая область; с. Кочубеев, Хмельницкая область                                                      |
| 02—04.07.1941            | с. Бухоники (ныне Бохоники), с. Счастливая, Винницкая область; с. Шатава, Хмельницкая область                                                        |
| 04—08.07.1941            | с. Бухоники (ныне Бохоники), с. Счастливая, Винницкая область                                                                                        |
| 08—09.07.1941            | с. Счастливая, Винницкая область |
| 09—11.07.1941            | с. Шельпаховка, Черкасская область |
| 11—12.07.1941            | п. Сутиски, Винницкая область |
| 12—17.07.1941            | п. Воловодовка, Винницкая область |
| 17—21.07.1941            | с. Шельпаховка, Черкасская область |
| 21—24.07.1941            | с. Екатериновка (ныне Катериновка), Черкасская область                                                                                               |
| 24—27.07.1941            | с. Шельпаховка, Черкасская область |
| 27—29.07.1941            | с. Грушка, Кировоградская область |
| 29.07—02.08.1941         | с. Богодуховка, Черкасская область |
| 02—05.08.1941            | г. Золотоноша, с. Богодуховка, Черкасская область |
| 05—06.08.1941            | пгт Чернобай, г. Золотоноша, с. Крестителево, Черкасская область                                                                                     |
| 06—07.08.1941            | с. Крестителево, г. Золотоноша, Черкасская область                                                                                                   |
| 07—11.08.1941            | пгт Чернобай, с. Крестителево, с. Богодуховка, Черкасская область                                                                                    |
| 11—15.08.1941            | пгт Чернобай, с. Богодуховка, Черкасская область; с. Хоцки, Киевская область                                                                         |
| 15—17.08.1941            | пгт Чернобай, с. Крестителево, с. Богодуховка, Черкасская область                                                                                    |
| 17—20.08.1941            | с. Подпильня (ныне Подпольное), Днепропетровская область                                                                                             |
| 20—24.08.1941            | с. Подпильня (ныне Подпольное), с. Каменка, Днепропетровская область                                                                                 |
| 24—25.08.1941            | с. Подпильня (ныне Подпольное), с. Каменка, с. Магдалиновка, Днепропетровская область                                                                |
| 25—27.08.1941            | с. Подпильня (ныне Подпольное), с. Магдалиновка, Днепропетровская область                                                                            |
| 27—31.08.1941            | с. Марьяновка, Днепропетровская область |
| 31.08—01.09.1941         | пгт Чаплинка, Херсонская область; с. Марьяновка, Днепропетровская область                                                                            |
| 01.09—04.09.1941         | пгт Чаплинка, Херсонская область; с. Перещепино, Днепропетровская область                                                                            |
| 04.09—05.09.1941         | пгт Чаплинка, Херсонская область; с. Котивец (ныне Дачное), Днепропетровская область                                                                 |
| 05.09—06.09.1941         | пгт Чаплинка, Херсонская область; г. Полтава |
| 06—13.09.1941            | пгт Ново-Троицкое, Херсонская область; г. Полтава |
| 13—22.09.1941            | пгт Ново-Троицкое, Херсонская область; г. Чугуев, Харьковская область                                                                                |
| 22—26.09.1941            | пгт Ново-Троицкое, Херсонская область; с. Котивец (ныне Дачное), Днепропетровская область                                                            |
| 26.09—05.10.1941         | с. Ново-Васильевка, Херсонская область |
| 05—07.10.1941            | с. Володарское (ныне Никольское), Донецкая область                                                                                                   |
| 07—09.10.1941            | с. Будённовка (ныне Новоазовск), Донецкая область |
| 09—10.10.1941            | г. Таганрог, Ростовская область |
| 10—21.10.1941            | г. Батайск, Ростовская область |
| 21—30.10.1941            | ст. Константиновская, Ростовская область |
| 30.10—06.11.1941         | г. Шахты, Ростовская область |
| 06—23.11.1941            | ст. Константиновская, Ростовская область |
| 23.11—05.12.1941         | г. Шахты, Ростовская область |
| 05.12.1941—16.01.1942    | х. Большой Должик, Ростовская область |
| 16.01—19.02.1942         | с. Лозы, Ворошиловградская область |
| 19—22.02.1942            | с. Красная Поляна (ныне Червоная Поляна), Ворошиловградская область                                                                                  |
| 22.02—01.03.1942         | с. Красная Поляна (ныне Червоная Поляна), с. Лозы, Ворошиловградская область                                                                         |
| 01—02.03.1942            | с. Красная Поляна (ныне Червоная Поляна), с. Варваровка, Ворошиловградская область                                                                   |
| 02—06.03.1942            | 2-я аэ — с. Красная Поляна (ныне Червоная Поляна), Ворошиловградская область; 1-я аэ — с. Красная Поляна (ныне Червоная Поляна), Харьковская область |
| 06—29.03.1942            | 2-я аэ — с. Больше-Крепинская, Ростовская область; 1-я аэ — с. Красная Поляна (ныне Червоная Поляна), Харьковская область                            |
| 29.03—08.04.1942         | 2-я аэ — г. Ростов-на-Дону; 1-я аэ — с. Красная Поляна (ныне Червоная Поляна), Харьковская область                                                   |
| 08—24.04.1942            | 2-я аэ — г. Ростов-на-Дону; 1-я аэ — с. Лозы, Ворошиловградская область                                                                              |
| 24.04—06.05.1942         | 2-я аэ — с. Дарьевка, Ростовская область; 1-я аэ — с. Лозы, Ворошиловградская область                                                                |
| 06—17.05.1942            | 2-я аэ — с. Красная Поляна (ныне Червоная Поляна), 1-я аэ — с. Лозы, Ворошиловградская область                                                       |
| 17—19.05.1942            | г. Алмазная, Ворошиловградская область |
| 19—27.05.1942            | с. Голубовка (ныне Кировск), Ворошиловградская область                                                                                               |
| 27—29.05.1942            | с. Варваровка, Ворошиловградская область; с. Александровка, Харьковская область                                                                      |
| 29.05—10.07.1942         | с. Голубовка (ныне Кировск), Ворошиловградская область                                                                                               |
| июль 1942                | с. Трёхизбёнка, Ворошиловградская область |
| июль 1942                | г. Ворошиловград (ныне Луганск) |
| июль 1942                | г. Краснодон, Ворошиловградская область |
| июль 1942                | х. Большой Должик, Ростовская область |
| июль 1942                | п. Койсуг, Ростовская область |
| июль 1942                | х. Терновский, Ставропольский край |
| август 1942              | г. Ставрополь |
| август 1942              | с. Спицевское, Ставропольский край |
| август 1942              | с. Петровское (ныне Светлоград), Ставропольский край                                                                                                 |
| август 1942              | с. Благодарное, Ставропольский край |
| август 1942              | ст. Советская, Ставропольский край |
| август 1942              | г. Моздок, Северная Осетия |
| август 1942              | ст. Слепцовская (ныне Сунжа), Чечено-Ингушетия |
| август — сентябрь 1942   | с. Тулатово (ныне Беслан), Северная Осетия |
| сентябрь 1942            | ст. Архонская, Северная Осетия |
| октябрь — ноябрь 1942    | п. Насыр-Корт (ныне Назрань), Чечено-Ингушетия |
| ноябрь 1942 — май 1943   | аэродром Сандар (Марнеули), Грузия. Переучивание полка на ЛаГГ-3.                                                                                    |
| май — июнь 1943          | Краснодарский край, бои по прорыву "Голубой линии" обороны противника.                                                                               |
| июнь 1943                | ст. Новоминская, Краснодарский край |
| июнь — июль 1943         | ст. Поповичевская (ныне Калининская), Краснодарский край                                                                                             |
| июль 1943                | ст. Елизаветинская, Краснодарский край |
| август — сентябрь 1943   | ст. Абинская, Краснодарский край |
| сентябрь 1943            | г. Геленджик, Краснодарский край |
| сентябрь 1943            | ст. Крымская, Краснодарский край |
| сентябрь — ноябрь 1943   | ст. Варениковская, Краснодарский край |
| ноябрь 1943 — 12.04.1944 | ст. Фонталовская, Краснодарский край |
| 12—15.04.1944            | г. Керчь, Крым |
| 14.04.1944               | г. Керчь, Крым. Полк переименован в 159 гвардейский истребительный авиационный Новороссийский полк (гианп).                                          |